# Federación Venezolana de Ciclismo
La Federación Venezolana de Ciclismo es el máximo ente rector del ciclismo en Venezuela y el representante del país ante la Unión Ciclista Internacional.
La misión principal es fomentar, apoyar, desarrollar, coordinar, organizar, formular y vigilar procesos y proyectos en las distintas modalidades, con el objetivo de lograr títulos a nivel continental, mundial y en Juegos Olímpicos, ubicando este deporte, en lo más alto del concierto internacional y además ser reconocidos como potencia mundial.
Los programas ciclísticos que están bajo su administración son el BMX, Ruta, Pista y Ciclomontañismo. Principalmente organiza la Vuelta a Venezuela.

## Historia
Las primeras bicicletas que llegaron al país en 1893. Eran utilizadas como vehículos de paseo por la clase alta y como medio de transporte de mercancía liviana por repartidores de farmacias, quincallas y uno que otro establecimiento comercial. En 1895 un grupo de jóvenes, constituyen el “Centro Ciclista Excursionista Caracas" con el fin de realizar paseos ciclísticos hacia las poblaciones cercanas a la ciudad.

## Primeras competiciones
Es en septiembre de 1896 cuando un grupo de jóvenes pedaleó en pesadas bicicletas desde Caracas hasta Villa de Cura. Durante 10 horas recorrieron 92 kilómetros por tramos, empedrada ruta, protagonizando así el primer evento ciclístico de rutas. A partir de allí, mensualmente se comenzaron a realizar pruebas ciclísticas en algunas zonas de Caracas y en una especie de velódromo improvisado que llevaba por nombre “La Casa de Hierro”. 
En las primeras dos décadas del siglo XX el ciclismo de rutas no pasó de ser un entretenimiento aficionado; sin embargo, continuaban realizándose pruebas ciclísticas entre Caracas y algunas poblaciones cercanas. Luego vinieron las competencias entre clubes ciclísticos de la ciudad. Maracaibo en 1896, fue la primera población del interior del país que también organizó clubes y competencias ciclísticas.

## Fundación
Luego de ensayos y ejercicio amateur, se funda la federación el 21 de mayo de 1936, pero no es hasta el año 1938 que el ciclismo venezolano obtiene sus primeras distinciones en los Juegos Centroamericanos en Panamá al conquistar varias preseas gracias a la extraordinaria actuación de Teo Capriles entre otros ciclistas y luego en los Bolivarianos de 1938 suman otras medallas. El 21 de noviembre de 1951 se inauguró en Caracas el primer recinto de ciclismo que hubo en Venezuela, el Velódromo Teo Capriles.